# Achille Fontanelli
Marchese Achille Fontanelli (Modena, 18 novembre 1775 – Milano, 22 luglio 1838) è stato un nobile, generale e politico italiano, che servì nel Regno d'Italia e nell'esercito napoleonico.

## Biografia
Nacque a Modena da un'illustre famiglia reggiana; suo padre, il marchese e generale Alfonso Fontanelli, era stato Ministro della Guerra del Ducato di Modena.
Nel 1796, appena uscito dal collegio, ricevette il comando della Coorte II modenese della Legione Cispadana, l'unità militare della neonata Repubblica Cispadana che avrebbe dovuto combattere al fianco dell'Armée d'Italie; fu impegnato nella conquista di Faenza e in quella di Ancona, mentre a Sant'Elpidio si mise in evidenza sconfiggendo i rivoltosi. Con la nascita della Repubblica Cisalpina fu messo a capo del primo battaglione della 3ª Legione Cisalpina, infine il terzo battaglione della 1ª Mezza Brigata di linea cisalpina. Fu inviato con la sua unità nelle Isole ionie, dove contribuì alla conquista delle isole e divenne amico dell'allora tenente Eugenio di Beauharnais. Tornato in Italia, nel 1799 combatté nella difesa di Ancona; l'anno successivo fu inviato in Toscana con compiti amministrativi, fu catturato dagli austriaci e tenuto prigioniero fino alla pace di Lunéville.
Fu poi nominato Aiutante di campo di Napoleone Bonaparte nel 1802, Generale di brigata nel 1804 e fu posto al comando della guardia reale italiana nel 1807.
Massone, in questo periodo fu membro effettivo della Loggia Reale Augusta di Milano, prima dipendente dal Grande Oriente di Francia e dal 1806 dal Grande Oriente d'Italia con sede a Milano.
Si distinse nella battaglia del Piave, e dopo la battaglia di Wagram (1809), Napoleone lo nominò conte dell'Impero e del Regno d'Italia e gli conferì l'onorificenza della Legion d'onore come grande ufficiale. Nel 1810 fu nominato generale di divisione e nel 1813 ottenne l'ordine della Corona Ferrea. Fu ministro della guerra e della marina del Regno d'Italia dal 1811 al 1813. Dal 1810 al 1813 occupò temporaneamente  con le sue truppe il Mendrisiotto, con il pretesto di reprimervi il "contrabbando" fra Svizzera e Regno d'Italia, ma in realtà con il progetto della sua annessione, che per non ebbe luogo perché la Costituzione della Repubblica Elvetica attribuì il Mendrisiotto al Cantone di Lugano e la popolazione, consultata, scelse l'annessione alla Repubblica Elvetica.
Prese parte alla battaglia di Lipsia (16-19 ottobre 1813) alla testa della XV divisione di fanteria, IV Corpo di Bertrand, composta di quattro reggimenti e una batteria divisionale (brigate Sant'Andrea e Moroni) di italiani. Dopo Lipsia la divisione da lui comandata riuscì a conservare Lindenau, mantenendo così aperta l'unica via di ritirata a quel che restava della Grande Armata.
Alla caduta del Regno d'Italia, fu inserito nei ranghi dell'esercito austriaco come luogotenente maresciallo e, messo a riposo nel 1816, visse prevalentemente nella sua villa di Marzaglia, presso Modena, che lasciò per Milano soltanto il 2 febbraio 1831, su ordine del governo ducale, per evitare che potesse essere utilizzato il suo nome nella congiura capeggiata da Ciro Menotti. A Milano morì nel 1838 di un tumore osseo.
Aveva sposato il 17 novembre 1813, in seconde nozze, Lucia Frapolli, nota amica di Ugo Foscolo, e ne aveva avuto sei figli. Tra questi, Camillo Fontanelli diverrà senatore del Regno d'Italia.